# 国鉄7550形蒸気機関車

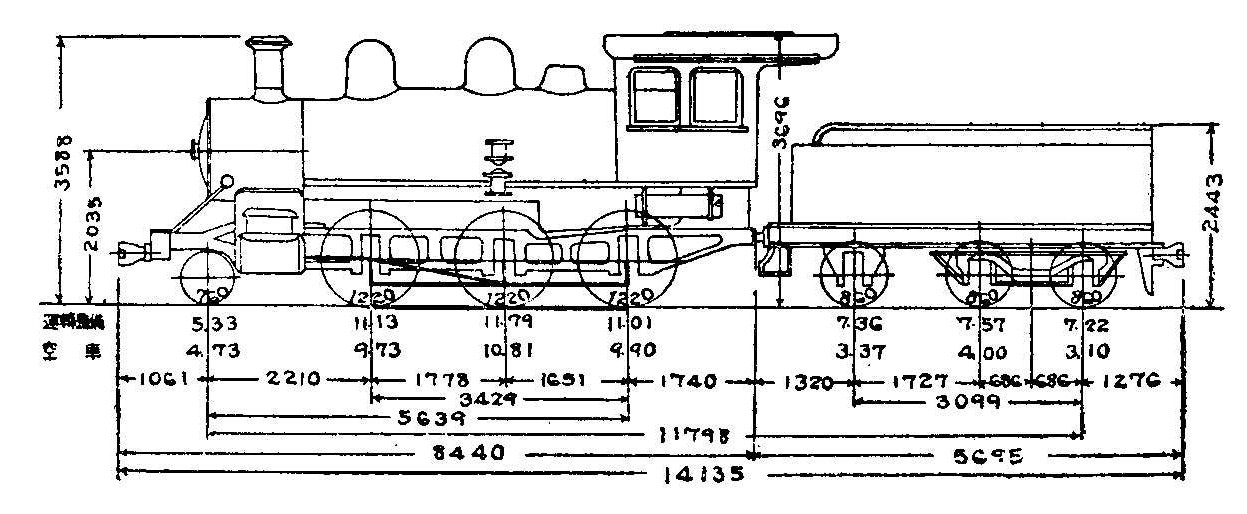
形式図

7550形は、かつて日本国有鉄道の前身である鉄道院、鉄道省に在籍したテンダ式蒸気機関車である。

## 概要
元は、北海道官設鉄道がアメリカのアメリカン・ロコモティブから1904年（明治37年）3両（製造番号29651 - 29653）を輸入した、車軸配置2-6-0(1C)単式2気筒の飽和式機関車である。製造工場は、スケネクタディ工場であった。1905年（明治38年）の北海道官設鉄道の国有鉄道への編入にともなって、国有鉄道籍を得たものである。北海道官設鉄道時代はB7形と称し、番号は31 - 33であったが、官設鉄道（鉄道作業局）編入後はEf形と称した。1909年（明治42年）の鉄道院の車両形式称号規程制定にともなって、7550形（7550 - 7552）と改番された。
形態的には典型的アメリカ古典機スタイルで、機関車部分はB6形（鉄道院7500形）とほぼ同等である。ボイラーは第2缶胴で少し太くなったワゴントップ式であり、第2缶胴上に砂箱、第3缶胴上に蒸気ドームが設置されている。また、当初から電灯式の前照灯を装備しており、その直後のボイラー上に蒸気タービン式発電機を備えていた。炭水車の台車は3軸片ボギー式で、ボギー台車は釣合梁式である。
当初の使用線区は上川線、十勝線、天塩線で、客貨両用に使用された。国有化後は旭川、音威子府、浜釧路に配置されていた。1932年（昭和3年）3月に全車が廃車され、払下げられたものや、保存されたものはない。

## 主要諸元
- 全長 : 14,135mm
- 全高 : 3,587mm
- 最大幅 : 2,362mm
- 軌間 : 1,067mm
- 車軸配置 : 2-6-0(1C)
- 動輪直径 : 1,219mm
- 弁装置 : スチーブンソン式アメリカ形
- シリンダー（直径×行程） : 406mm×508mm
- ボイラー圧力 : 11.3kg/cm2
- 火格子面積 : 1.32m2
- 全伝熱面積 : 81.8m2
  - 煙管蒸発伝熱面積 : 73.6m2
  - 火室蒸発伝熱面積 : 8.2m2
- ボイラー水容量 : 3.1m3
- 小煙管（直径×長サ×数） : 51mm×3,073mm×150本
- 機関車運転整備重量 : 39.26t
- 機関車空車重量 : 35.17t
- 機関車動輪上重量（運転整備時） : 33.93t
- 機関車動輪軸重（第2動輪上） : 11.79t
- 炭水車運転整備重量 : 22.15t
- 炭水車空車重量 : 10.48t
- 水タンク容量：9.1m3
- 燃料積載量 : 2.54t
- 機関車性能
  - シリンダ引張力（0.85P） : 6,540kg
- ブレーキ装置 : 手ブレーキ、空気ブレーキ